# César pro nejlepší herečku

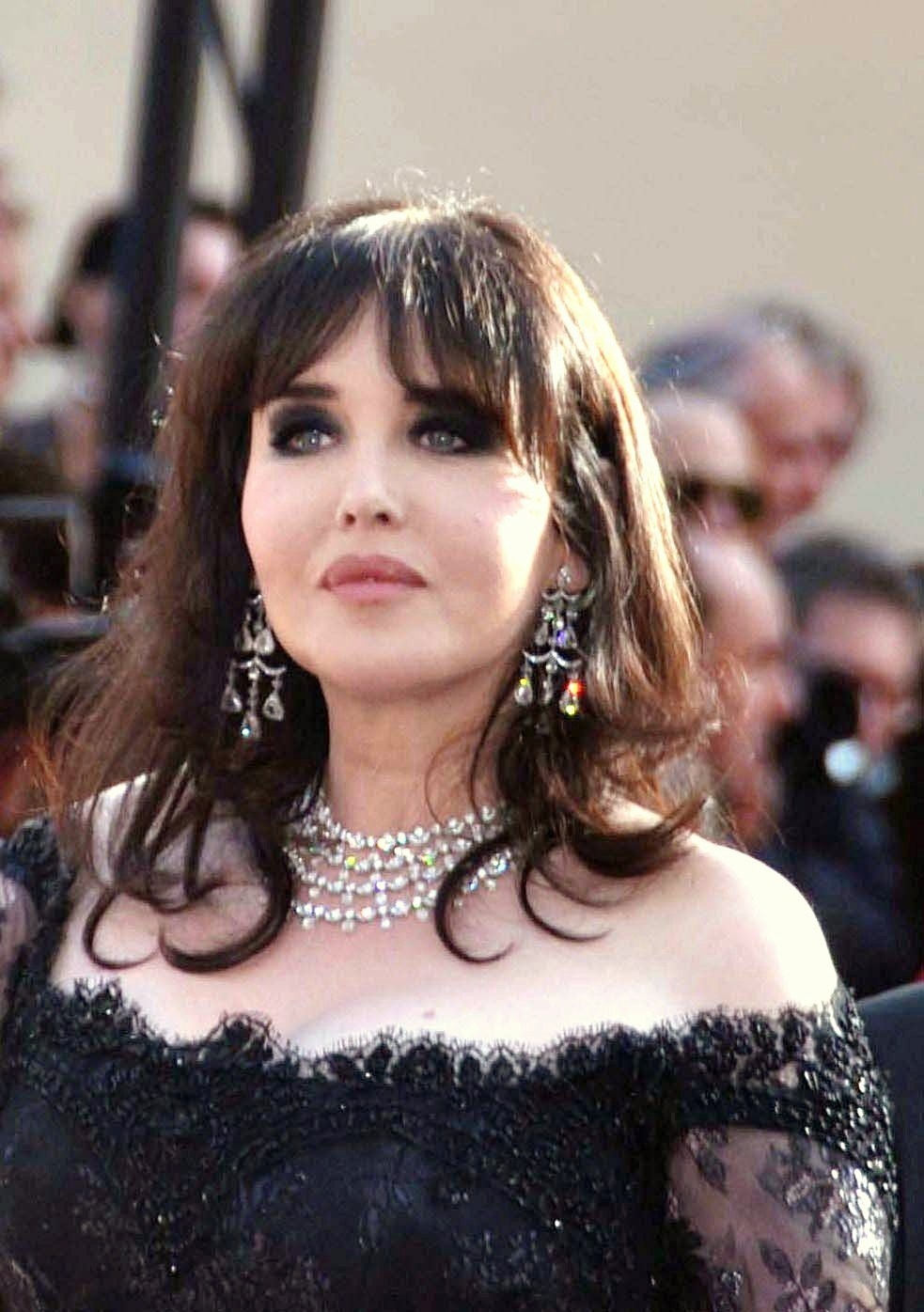
Isabelle Adjani na festivalu v Cannes v roce 2009

César pro nejlepší herečku je jedna z kategorií francouzské filmové ceny César. Kategorie existuje od vzniku ceny v roce 1976.

## Vítězové a nominovaní

### 70. léta
- 1976: Romy Schneider jako Nadine Chevalier ve filmu Důležité je milovat (L'important c'est d'aimer)
  - Isabelle Adjaniová jako Adèle Hugo ve filmu Příběh Adély H. (L'Histoire d'Adèle H.)
  - Catherine Deneuve jako Nelly Ratabou ve filmu Divoch (Le Sauvage)
  - Delphine Seyrig jako Anne-Marie Stretter ve filmu India Song (India Song)

- 1977: Annie Girardotová jako Françoise Gaillandová ve filmu Nejcennější co mám (Docteur Françoise Gailland)
  - Isabelle Adjaniová jako Laure ve filmu Barocco (Barocco)
  - Miou-Miou jako Marie ve filmu F… comme Fairbanks (F… comme Fairbanks)
  - Romy Schneider jako Margot Santorini ve filmu Žena u okna (Une femme à sa fenêtre)

- 1978: Simone Signoretová jako Madame Rosa ve filmu La Vie devant soi (La Vie devant soi)
  - Brigitte Fossey jako Juliette ve filmu Les Enfants du placard (Les Enfants du placard)
  - Isabelle Huppertová jako Béatrice nebo Pomme ve filmu Krajkářka (La Dentellière)
  - Miou-Miou jako Juliette ve filmu Řekněte jí, že ji miluji (Dites-lui que je l'aime)
  - Delphine Seyrig jako Julie ve filmu Repérages (Repérages)

- 1979: Romy Schneider jako Marie ve filmu Docela obyčejný příběh (Une histoire simple)
  - Anouk Aimée jako Jane Romain ve filmu Mon premier amour (Mon premier amour)
  - Annie Girardotová jako Marie Arnault ve filmu La clé sur la porte (La Clé sur la porte)
  - Isabelle Huppertová jako Violette Nozière ve filmu Violette Nozière

### 80. léta
- 1980: Miou-Miou jako Marie ve filmu La Dérobade (La Dérobade)
  - Nastassja Kinski jako Tess d'Urbeville ve filmu Tess (Tess)
  - Dominique Laffin jako Dominique ve filmu La Femme qui pleure (La Femme qui pleure)
  - Romy Schneider jako Lydia ve filmu Světlo ženy (Clair de femme)

- 1981: Catherine Deneuve jako Marion Steiner ve filmu Poslední metro (Le Dernier métro)
  - Nathalie Baye jako Laurence ve filmu Une semaine de vacances (Une semaine de vacances)
  - Nicole Garcia jako Janine Garnier ve filmu Můj strýček z Ameriky (Mon oncle d'Amérique)
  - Isabelle Huppertová jako Nelly ve filmu Loulou (Loulou)

- 1982: Isabelle Adjaniová jako Anna/Helen ve filmu Posedlost (Possession)
  - Fanny Ardant jako Mathilde Bauchard ve filmu Žena od vedle (La Femme d'à côté)
  - Catherine Deneuve jako Hélène ve filmu Hasnoucí den (Hôtel des Amériques)
  - Isabelle Huppertová jako Rose Marcaillou ve filmu Čistka (Coup de torchon)

- 1983: Nathalie Baye jako Nicole Danet ve filmu Práskač (La Balance)
  - Miou-Miou jako Josépha Manet ve filmu Josepha (Josepha)
  - Romy Schneider jako Elsa Wiener/Lina Baumstein ve filmu Poutnice ze Sans-Souci (La Passante du Sans-Souci)
  - Simone Signoretová jako Madame Baron ve filmu Hvězda severu (L'Étoile du Nord)

- 1984: Isabelle Adjaniová jako Eliane, nebo „Elle“ ve filmu Vražedné léto (L'Été meurtrier)
  - Fanny Ardant jako Barbara Becker ve filmu Konečně neděle! (Vivement dimanche!)
  - Nathalie Baye jako Helène Georges/Patricia Meyrand ve filmu Vzal jsem si stín (J'ai épousé une ombre)
  - Nicole Garcia jako Marie ve filmu Les Mots pour le dire (Les Mots pour le dire)
  - Miou-Miou jako Madeleine ve filmu Coup de foudre (Coup de foudre)

- 1985: Sabine Azéma jako Irène ve filmu Neděle na venkově (Un Dimanche à la campagne)
  - Jane Birkinová jako Alma ve filmu La Pirate (La Pirate)
  - Valérie Kaprisky jako Ethel ve filmu La Femme publique (La Femme publique)
  - Julia Migenes jako Carmen ve filmu Georges Bizet: Carmen (Carmen)
  - Pascale Ogier jako Louise ve filmu Noci v úplňku (Les Nuits de la pleine lune)

- 1986: Sandrine Bonnaire jako Mona Bergeron ve filmu Bez střechy a bez zákona (Sans toit ni loi)
  - Isabelle Adjaniová jako Helena ve filmu Podzemka (Subway)
  - Juliette Binocheová jako Nina/Anne Larrieux ve filmu Schůzka (Rendez-vous)
  - Nicole Garcia jako Julia Tombsthay ve filmu Péril en la demeure (Péril en la demeure)
  - Charlotte Rampling jako Barbara Spark ve filmu Umírá se jen dvakrát (On ne meurt que deux fois)

- 1987: Sabine Azéma jako Romaine Belcroix ve filmu Mélo (Mélo)
  - Juliette Binocheová jako Anna ve filmu Zlá krev (Mauvais Sang)
  - Jane Birkinová jako Laura ve filmu Žena mého života (La Femme de ma vie)
  - Béatrice Dalle jako Betty ve filmu Betty Blue (37°2 le matin)
  - Miou-Miou jako Monique ve filmu Večerní úbor (Tenue de soirée)

- 1988: Anémone jako Marcelle ve filmu Velká cesta (Le Grand chemin)
  - Sandrine Bonnaire jako Mouchette ve filmu Pod sluncem Satanovým (Sous le soleil de Satan)
  - Catherine Deneuve jako Amanda Weber ve filmu Agent trouble (Agent trouble)
  - Nastassja Kinski jako Juliette ve filmu Bolest lásky (Maladie d'amour)
  - Jeanne Moreau jako Sabine, nebo „La Major“ ve filmu Zázrakem uzdravený (Le Miraculé)

- 1989: Isabelle Adjaniová jako Camille Claudelová ve filmu Camille Claudelová (Camille Claudel)
  - Catherine Deneuve jako France ve filmu Takové divné místo k setkání (Drôle d'endroit pour une rencontre)
  - Charlotte Gainsbourgová jako Janine Castang ve filmu Malá zlodějka (La Petite voleuse)
  - Isabelle Huppertová jako Marie Latour ve filmu Ženská záležitost (Une affaire de femmes)
  - Miou-Miou jako Constance/Marie ve filmu Předčitatelka (La Lectrice)

### 90. léta
- 1990: Carole Bouquet jako Florence Barthélémy ve filmu Příliš krásná (Trop belle pour toi)
  - Sabine Azéma jako Irène de Courtil ve filmu Život a nic jiného (La Vie et rien d'autre)
  - Josiane Balasko jako Colette Chevassu ve filmu Příliš krásná (Trop belle pour toi)
  - Emmanuelle Béart jako Marie ve filmu Les Enfants du désordre (Les Enfants du désordre)
  - Sandrine Bonnaire jako Alice ve filmu Pan Hire (Monsieur Hire)

- 1991: Anne Parillaud jako Nikita ve filmu Brutální Nikita (Nikita)
  - Nathalie Baye jako Camille Valmont ve filmu Un week-end sur deux (Un week-end sur deux)
  - Anne Brochet jako Madeleine Robin zvaná Roxane ve filmu Cyrano z Bergeracu (Cyrano de Bergerac)
  - Tsilla Chelton jako Tatie Danielle ve filmu Tatie Danielle (Tatie Danielle)
  - Miou-Miou jako Camille ve filmu Milou v máji (Milou en mai)

- 1992: Jeanne Moreau jako Lady M. ve filmu Stará dáma která se procházela v moři (La Vieille qui marchait dans la mer)
  - Emmanuelle Béart jako Marianne ve filmu Krásná hašteřilka (La Belle noiseuse)
  - Juliette Binocheová jako Michèle Stalens ve filmu Milenci z Pont-Neuf (Les Amants du Pont-Neuf)
  - Anouk Grinberg jako Joëlle ve filmu Děkuji, živote (Merci la vie)
  - Irène Jacob jako Weronika/Véronique ve filmu Dvojí život Veroniky (La Double vie de Véronique)

- 1993: Catherine Deneuve jako Eliane Devries ve filmu Indočína (Indochine)
  - Anémone jako Mélanie ve filmu Le petit prince a dit (Le petit prince a dit)
  - Emmanuelle Béart jako Camille ve filmu Srdce v zimě (Un cœur en hiver)
  - Juliette Binocheová jako Anna Barton ve filmu Posedlost (Fatale)
  - Caroline Cellier jako Camille ve filmu Zebra (Le Zèbre)

- 1994: Juliette Binocheová jako Julie Vignon-de-Courcy ve filmu Tři barvy: Modrá (Trois couleurs: Bleu)
  - Sabine Azéma jako Celia Teasdale/Sylvie Bell/Irene Pridworthy/Rowena Coombes/Josephine Hamilton ve filmu Smoking / No Smoking (Smoking / No Smoking)
  - Josiane Balasko jako Irène ve filmu Tout le monde n'a pas eu la chance d'avoir des parents communistes (Tout le monde n'a pas eu la chance d'avoir des parents communistes)
  - Catherine Deneuve jako Émilie ve filmu Mé oblíbené období (Ma saison préférée)
  - Anouk Grinberg jako Victorine ve filmu Cukr, káva, limonáda (Un, deux, trois, soleil)
  - Miou-Miou jako Maheude ve filmu Germinal (Germinal)

- 1995: Isabelle Adjaniová jako Královna Margot ve filmu Královna Margot (La Reine Margot)
  - Anémone jako Maxime Chabrier ve filmu Žádné neviňátko (Pas très catholique)
  - Sandrine Bonnaire jako Jeanne d'Arc ve filmu Jeanne la Pucelle (Jeanne la Pucelle)
  - Isabelle Huppertová jako Anne ve filmu Odloučení (La Séparation)
  - Irène Jacob jako Valentine Dussaut ve filmu Tři barvy: Červená (Trois couleurs: Rouge)

- 1996: Isabelle Huppertová jako Jeanne ve filmu Slavnost (La Cérémonie)
  - Sabine Azéma jako Nicole Bergeade ve filmu Le bonheur est dans le pré (Le bonheur est dans le pré)
  - Emmanuelle Béart jako Nelly ve filmu Nelly a pan Arnaud (Nelly & Monsieur Arnaud)
  - Juliette Binocheová jako Pauline de Théus ve filmu Husar na střeše (Le Hussard sur le toit)
  - Sandrine Bonnaire jako Sophie ve filmu Slavnost (La Cérémonie)

- 1997: Fanny Ardant jako Evelyne nebo „Eva“ ve filmu Někdo to rád holky (Pédale douce)
  - Catherine Deneuve jako Marie Leblanc ve filmu Děti noci (Les Voleurs)
  - Charlotte Gainsbourgová jako Marie ve filmu Love, etc. (Love, etc.)
  - Anouk Grinberg jako Marie Abarth ve filmu Můj pasák (Mon homme)
  - Marie Trintignantová jako Marie Benjamin ve filmu Le Cri de la soie (Le Cri de la soie)

- 1998: Ariane Ascarideová jako Jeannette ve filmu Marius et Jeannette (Marius et Jeannette)
  - Sabine Azéma jako Odile Lalande ve filmu Stará známá písnička (On connaît la chanson)
  - Marie Gillain jako Aurore de Nevers ve filmu Hrbáč (Le Bossu)
  - Sandrine Kiberlainová jako Mathilde ve filmu V sedmém nebi (Le Septième ciel)
  - Miou-Miou jako Nicole ve filmu Nettoyage à sec (Nettoyage à sec)

- 1999: Élodie Bouchezová jako Isabelle Tostin nebo „Isa“ ve filmu Vysněný život andělů (La Vie rêvée des anges)
  - Catherine Deneuve jako Marianne ve filmu Place Vendôme – Svět diamantů (Place Vendôme)
  - Isabelle Huppertová jako Dominique ve filmu L'École de la chair (L'École de la chair)
  - Sandrine Kiberlainová jako France Robert ve filmu À vendre (À vendre)
  - Marie Trintignantová jako Jeanne ve filmu …Comme elle respire (…Comme elle respire)

### 0. léta
- 2000: Karin Viardová jako Emma ve filmu Haut les cœurs! (Haut les cœurs !)
  - Nathalie Baye jako Angèle ve filmu Venuše, salon krásy (Vénus beauté (institut))
  - Sandrine Bonnaire jako Marie Golovine ve filmu Východ-Západ (Est-Ouest)
  - Catherine Frot jako Pierrette Dumortier ve filmu La Dilettante (La Dilettante)
  - Vanessa Paradis jako Adèle ve filmu Dívka na mostě (La Fille sur le pont)

- 2001: Dominique Blancová jako Hélène ve filmu Stand-by (Stand-by)
  - Emmanuelle Béart jako Pauline ve filmu Sentimentální osudy (Les Destinées sentimentales)
  - Juliette Binocheová jako Madame La ve filmu Prokletí ostrova Saint Pierre (La Veuve de Saint-Pierre)
  - Isabelle Huppertová jako Madame de Maintenon ve filmu Saint-Cyr (Saint-Cyr)
  - Muriel Robin jako Marie-Line ve filmu Marie-Line (Marie-Line)

- 2002: Emmanuelle Devosová jako Carla Behm ve filmu Čti mi ze rtů (Sur mes lèvres)
  - Catherine Frot jako Hélène ve filmu Chaos (Chaos)
  - Isabelle Huppertová jako Erika Kohut ve filmu Pianistka (La Pianiste)
  - Charlotte Rampling jako Marie Drillon ve filmu Pod pískem (Sous le sable)
  - Audrey Tautou jako Amélie Poulain ve filmu Amélie z Montmartru (Le Fabuleux destin d'Amélie Poulain)

- 2003: Isabelle Carré jako Claire Poussin ve filmu Se souvenir des belles choses (Se souvenir des belles choses)
  - Fanny Ardant jako Pierrete ve filmu 8 žen (Huit femmes)
  - Ariane Ascarideová jako Marie-Jo ve filmu Marie-Jo et ses deux amours (Marie-Jo et ses deux amours)
  - Juliette Binocheová jako Rose ve filmu Felix a Rose – Láska po francouzsku (Décalage horaire)
  - Isabelle Huppertová jako Augustine ve filmu 8 žen (Huit femmes)

- 2004: Sylvie Testudová jako Amélie ve filmu Strach a chvění (Stupeur et tremblements)
  - Josiane Balasko jako Michèle Varin ve filmu Cette femme-là (Cette femme-là)
  - Nathalie Baye jako Carole ve filmu Les Sentiments (Les Sentiments)
  - Isabelle Carré jako Edith ve filmu Les Sentiments (Les Sentiments)
  - Charlotte Rampling jako Sarah Morton ve filmu Bazén (Swimming Pool)

- 2005: Yolande Moreau jako Irène ve filmu Když moře stoupá (Quand la mer monte…)
  - Maggie Cheung jako Emily ve filmu Život je peklo (Clean)
  - Emmanuelle Devosová jako Nora ve filmu Králové a královna (Rois et reine)
  - Audrey Tautou jako Mathilde ve filmu Příliš dlouhé zásnuby (Un long dimanche de fiançailles)
  - Karin Viardová jako Claire Rocher ve filmu Životní role (Le Rôle de sa vie)

- 2006: Nathalie Baye jako majorka Vaudieu ve filmu Komisař (Le Petit lieutenant)
  - Isabelle Carré jako Clair Gauthier ve filmu V jeho rukou (Entre ses mains)
  - Anne Consigny jako Françoise Rubion nebo "Fanfan" ve filmu Je ne suis pas là pour être aimé (Je ne suis pas là pour être aimé)
  - Isabelle Huppertová jako Gabrielle Hervey ve filmu Gabriela (Gabrielle)
  - Valérie Lemercierová jako princezna Armelle ve filmu Taková normální královská rodinka (Palais royal !)

- 2007: Marina Handsová jako Constance Chatterleyová ve filmu Lady Chatterleyová (Lady Chatterley)
  - Cécile de France jako Jessica ve filmu Sedadla v parteru (Fauteuils d'orchestre)
  - Cécile de France jako Marion ve filmu Píseň pro tebe (Quand j'étais chanteur)
  - Catherine Frot jako Ariane Fouchécourt ve filmu Obracečka not (La Tourneuse de pages)
  - Charlotte Gainsbourgová jako Emma ve filmu Půjč mi svou ruku (Prête-moi ta main)

- 2008: Marion Cotillard jako Édith Piaf ve filmu Edith Piaf (La Môme)
  - Marina Foïs jako Catherine Nicolle nebo "Darling" ve filmu Darling (Darling)
  - Catherine Frot jako Odette Toulemonde ve filmu Odette Toulemondeová (Odette Toulemonde)
  - Isabelle Carré jako Anna M. ve filmu Anna M. (Anna M.)
  - Cécile de France jako Tania ve filmu Tajemství (Un Secret)

- 2009: Yolande Moreau jako Séraphine Louis ve filmu Séraphine (Séraphine)
  - Catherine Frot jako Prudence Beresford ve filmu Vražda ve vlaku (Le Crime est notre affaire)
  - Kristin Scott Thomas jako Juliette Fontaine ve filmu Tak dlouho tě miluji (Il y a longtemps que je t'aime)
  - Tilda Swintonová jako Julia ve filmu Julie (Julia)
  - Sylvie Testudová jako Françoise Saganová ve filmu Nehanebné lásky Françoise Sagan (Sagan)

### 10. léta
- 2010: Isabelle Adjaniová jako Sonia Bergerac ve filmu La Journée de la jupe (La Journée de la jupe)
  - Dominique Blancová jako Anne-Marie ve filmu Ta druhá (L'Autre)
  - Sandrine Kiberlainová jako Véronique Chambonová ve filmu Slečna Chambonová (Mademoiselle Chambon)
  - Kristin Scott Thomas jako Suzanne ve filmu Rozchod (Partir)
  - Audrey Tautou jako Gabrielle Chanel nebo Coco Chanel ve filmu Coco Chanel (Coco avant Chanel)

- 2011: Sara Forestierová jako Bahia Benmahmoud ve filmu Jména lidí (Le Nom des gens)
  - Isabelle Carré jako Angélique ve filmu Láska s vůní čokolády (Les Émotifs anonymes)
  - Catherine Deneuve jako Suzanne Pujol ve filmu Profesionální manželka (Potiche)
  - Charlotte Gainsbourgová jako Dawn O'Neil ve filmu Strom (L'Arbre)
  - Kristin Scott Thomas jako Julia Jarmond ve filmu Klíč k minulosti (Elle s'appelait Sarah)

- 2012: Bérénice Bejo jako Peppy Miller ve filmu Umělec (The Artist)
  - Ariane Ascarideová jako Marie-Claire ve filmu Sněhy Kilimandžára (Les Neiges du Kilimandjaro)
  - Leïla Bekhti jako Leïla ve filmu La Source des femmes (La Source des femmes)
  - Valérie Donzelli jako Juliette ve filmu A válka je tady (La Guerre est déclarée)
  - Marina Foïs jako Iris ve filmu Polisse (Polisse)
  - Marie Gillain jako Claire ve filmu Toutes nos envies (Toutes nos envies)
  - Karin Viardová jako Nadine ve filmu Polisse (Polisse)

- 2013: Emmanuelle Riva jako Anne ve filmu Láska (Amour)
  - Marion Cotillard jako Stéphanie ve filmu Na dřeň (De Rouille et d'os)
  - Catherine Frot jako Hortense Laborie ve filmu Z prezidentské kuchyně (Les Saveurs du Palais)
  - Noémie Lvovsky jako Camille ve filmu Znovu zamilovaná (Camille redouble)
  - Corinne Masiero jako Louise Wimmer ve filmu Louise Wimmer (Louise Wimmer)
  - Léa Seydouxová jako Sidonie Laborde ve filmu Sbohem, královno (Les Adieux à la reine)
  - Hélène Vincent jako Yvette Evrard ve filmu Quelques heures de printemps (Quelques heures de printemps)

- 2014: Sandrine Kiberlainová jako Ariane Felder ve filmu 9 Mois ferme (9 Mois ferme)
  - Fanny Ardant jako Caroline ve filmu Les Beaux Jours (Les Beaux Jours)
  - Bérénice Bejo jako Marie Brisson ve filmu Minulost (Le Passé)
  - Catherine Deneuve jako Bettie ve filmu Vlastní cestou (Elle s'en va)
  - Sara Forestierová jako Suzanne ve filmu Suzanne (Suzanne)
  - Emmanuelle Seignerová jako Vanda ve filmu Venuše v kožichu (La Vénus à la fourrure)
  - Léa Seydouxová jako Emma ve filmu Život Adèle (La Vie d'Adèle: Chapitres 1 et 2)

- 2015: Adèle Haenel za roli Madeleine ve filmu Láska na první boj (Les Combattants)
  - Juliette Binocheová za roli Maria ve filmu Sils Maria (Sils Maria)
  - Marion Cotillard za roli Sandry ve filmu Dva dny, jedna noc (Deux jours, une nuit)
  - Catherine Deneuve za roli Mathilde ve filmu Ve dvoře (Dans la cour)
  - Émilie Dequenneová za roli Jennifer ve filmu Nejsi můj typ (Pas son genre)
  - Sandrine Kiberlainová za roli Muriel ve filmu Elle l'adore (Elle l'adore)
  - Karin Viardová za roli Gigi ve filmu Rodinka Belierových (La Famille Bélier)

- 2016: Catherine Frot za roli Marguerite ve filmu Marguerite (Marguerite)
  - Loubna Abidar za roli Nohy ve filmu Much Loved (Much Loved)
  - Emmanuelle Bercot za roli Tony ve filmu Můj král (Mon roi)
  - Cécile de France za roli Carole ve filmu Léto (La Belle Saison)
  - Catherine Deneuve za roli Florence Blaque ve filmu Hlavu vzhůru! (La Tête haute)
  - Isabelle Huppertová za roli Isabelle ve filmu Valley of Love (Valley of Love)
  - Soria Zeroual za roli Fatimy ve filmu Fatima (Fatima)

- 2017: Isabelle Huppertová za roli Michèle Leblanc ve filmu Elle (Elle)
  - Judith Chemla za roli Jeanne Le Perthuis des Vauds ve filmu Příběh jednoho života (Une vie)
  - Marion Cotillard za roli Gabrielle ve filmu Kameny bolesti (Mal de pierres)
  - Virginie Efira za roli Victorie Spick ve filmu Victoria (Victoria)
  - Marina Foïs za roli Constance ve filmu Irréprochable (Irréprochable)
  - Sidse Babett Knudsenová za roli doktorky Irène Frachon ve filmu 150 miligramů (La fille de Brest)
  - SoKo za roli Loïe Fuller ve filmu Tanečnice (La Danseuse)

- 2018: Jeanne Balibarová za roli Barbary ve filmu Barbara (Barbara)
  - Juliette Binocheová za roli Isabelle ve filmu Vnitřní slunce (Un beau soleil intérieur)
  - Emmanuelle Devosová za roli Emmanuelle Blachey ve filmu Číslo jedna (Numéro une)
  - Marina Foïs za roli Olivie ve filmu Lekce (L'Atelier)
  - Charlotte Gainsbourgová za roli Miny Kacew ve filmu Příslib úsvitu (La Promesse de l'aube)
  - Doria Tillier za roli Sarah Adelman ve filmu Pan a paní Adelmanovi (Monsieur et Madame Adelman)
  - Karin Viardová za roli Nathalie ve filmu Žárlivá ženská (Jalouse)

- 2019: Léa Drucker za roli Miriam Besson ve filmu Střídavá péče (Jusqu'à la garde)
  - Élodie Bouchezová za roli Alice Langlois ve filmu V dobrých rukou (Pupille)
  - Cécile de France za roli Madame de La Pommeraye ve filmu Madam J (Mademoiselle de Joncquières)
  - Virginie Efira za roli Rachel Steiner ve filmu Un amour impossible (Un amour impossible)
  - Adèle Haenel za roli Yvonne Santi ve filmu Potížista (En liberté !)
  - Sandrine Kiberlainová za roli Karine ve filmu V dobrých rukou (Pupille)
  - Mélanie Thierry za roli Marguerite Duras ve filmu Bolest (La Douleur)

### 20. léta
- 2020: Anaïs Demoustierová za roli Alice ve filmu Alice a starosta (Alice et le Maire)
  - Eva Greenová za roli Sarah ve filmu Proxima (Proxima)
  - Adèle Haenel za roli Héloïse ve filmu Portrét dívky v plamenech (Portrait de la jeune fille en feu)
  - Chiara Mastroianniová za roli Marie ve filmu Pokoj 212 (Chambre 212)
  - Noémie Merlantová za roli Marianne ve filmu Portrét dívky v plamenech (Portrait de la jeune fille en feu)
  - Doria Tillier za roli Margot ve filmu Tenkrát podruhé (La Belle Époque)
  - Karin Viardová za roli Louise ve filmu Dokonalá chůva (Chanson douce)

- 2021: Laure Calamy za roli Antoinette ve filmu Osel, milenec a já (Antoinette dans les Cévennes)
  - Martine Chevallier za roli Madeleine ve filmu Taková láska (Deux)
  - Virginie Efira za roli Suze Trappet ve filmu Sbohem, blbci! (Adieu les cons)
  - Camélia Jordana za roli Daphné ve filmu Milostné historky (Les Choses qu'on dit, les choses qu'on fait)
  - Barbara Sukowa za roli Niny Dorn ve filmu Taková láska (Deux)

- 2022: Valérie Lemercierová za roli Aline Dieu ve filmu Hlas lásky (Aline)
  - Leïla Bekhti za roli Leïly ve filmu Les Intranquilles (Les Intranquilles)
  - Valeria Bruni Tedeschiová za roli Raphaëlle ve filmu Bod zlomu (La Fracture)
  - Laure Calamy za roli Marie ve filmu Její cesta (Une femme du monde)
  - Virginie Efira za roli Benedetty ve filmu Benedetta (Benedetta)
  - Vicky Kriepsová za roli Clarisse ve filmu Serre moi fort (Serre moi fort)
  - Léa Seydouxová za roli France de Meurs ve filmu France (France)

- 2023: Virginie Efira za roli Mii ve filmu Znovu Paříž (Revoir Paris)
  - Fanny Ardant za roli Shauny ve filmu Mladí milenci (Les Jeunes Amants)
  - Juliette Binocheová za roli Marianne Wincklerové ve filmu Dva světy (Ouistreham)
  - Laure Calamy za roli Julie Roy ve filmu Na plný úvazek (À plein temps)
  - Adèle Exarchopoulos za roli Cassandry ve filmu Rien à foutre (Rien à foutre)

- 2024: Sandra Hüller za roli Sandry Voyterve filmu Anatomie pádu (Anatomie d'une chute)
  - Marion Cotillard za roli Carole Achache ve filmu Little Girl Blue (Little Girl Blue)
  - Léa Drucker za roli Anne ve filmu L'Été dernier (L'Été dernier)
  - Virginie Efira za roli Blanche/Rose Renard ve filmu Jen my dva (L'Amour et les Forêts)
  - Hafsia Herzi za roli Lydie ve filmu Bezdětná matka (Le Ravissement)

- 2025: Hafsia Herzi za roli Mélissy ve filmu Borgo (Borgo)
  - Adèle Exarchopoulos za roli Jackie ve filmu Zběsilá láska (L'Amour ouf)
  - Karla Sofía Gascón za roli Emilie Pérez ve filmu Emilia Pérez (Emilia Pérez)
  - Zoé Saldaña za roli Rity Moro Castro ve filmu Emilia Pérez (Emilia Pérez)
  - Hélène Vincent za roli Michelle Giraud ve filmu Když přichází podzim (Quand vient l'automne)